# 해군 항공
해군 항공 또는 해상 항공(Aeronaval)은 군사 항공력을 해군에서 활용하는 것을 의미하며, 항공기를 탑재한 군함이나 육상 기지에서 작전이 이루어진다. 이에는 해군용으로 특별히 설계된 해군화된 항공기 운용이 포함됩니다. 미국에서 해군 항공은 해군뿐만 아니라, 미국 해병대나 미국 해안경비대와 같은 다양한 기관에서도 유사한 활동을 수행한다.
해군 항공 부대는 보통 항공모함을 통해 목표물에 더 가까이 전진 배치된다. 함재기는 항공모함 운용의 까다로운 요구를 견딜 수 있을 만큼 튼튼해야 한다. 짧은 거리에서 이륙이 가능해야 하며, 기울어진 갑판 위에서 갑작스럽게 멈추는 것도 견딜 수 있는 강한 내구성과 유연성을 가져야 한다. 또한, 함재기들은 갑판 아래의 격납고와 좁은 비행 갑판 공간에 더 많이 보관될 수 있도록 견고한 접이식 메커니즘을 갖추고 있다. 이러한 항공기는 공중전, 지상 공격, 잠수함 공격, 수색 및 구조, 물자 운송, 기상 관측, 정찰, 광역 지휘 통제 임무 등을 수행하도록 설계된다. 해군 헬리콥터는 항공모함, 헬리콥터 항공모함, 구축함, 호위함 등에서 작전하며, 고정익 항공기와 동일한 임무를 수행할 수 있다.

## 같이 보기
- 육군 항공대
- 항공전